# 埃桑格
埃桑格（法語：Hésingue，法語發音：[ezɛ̃ɡ] ⓘ）是法国上莱茵省的一个市镇，属于米卢斯区。

## 地理
埃桑格（47°34'34"N, 7°31'19"E）面积9.14 平方千米，位于法国大東部大區上莱茵省，该省份为法国东部内陆省份，是阿尔萨斯的一部分，今与下莱茵省组成了阿尔萨斯欧洲集体，其北临下莱茵省，西接孚日省，西南接贝尔福地区省，东侧沿莱茵河与德国相望，南与瑞士接壤。
与埃桑格接壤的市镇（或旧市镇、城区）包括：圣路易、布洛蔡姆、阿滕什维莱尔、埃格奈姆、比什维莱尔、米谢尔巴克莱巴。
埃桑格的时区为UTC+01:00、UTC+02:00（夏令时）。

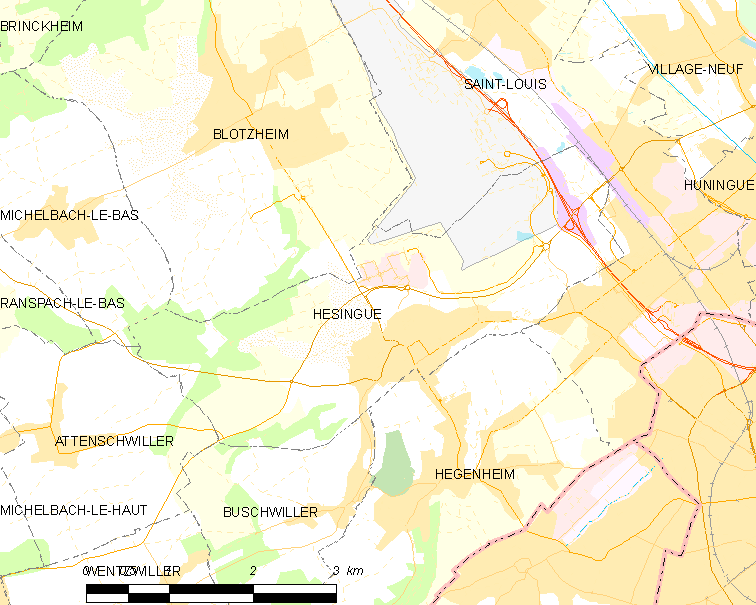
埃桑格的OSM定位图

## 行政
埃桑格的邮政编码为68220，INSEE市镇编码为68135。

## 政治
埃桑格所属的省级选区为圣路易县。

## 人口

1962-2008年间埃桑格人口变化图示

埃桑格于2022年1月1日时的人口数量为2902人。